# Arany János (karnagy)
Arany János (Budapest, 1955. március 28. –) magyar karnagy, zenetanár.

## Életútja
A Debreceni Református Kollégium Gimnáziumába járt, 1973-ban érettségizett. Ezután a Liszt Ferenc Zeneművészeti Főiskola (Zeneakadémia) hallgatója volt középiskolai énektanár- és karvezetőképző tanszakon ahol 1979-ben szerzett diplomát. Tanárai voltak: Erdei Péter (karvezetés), Kroó György, Pernye András és Földes Imre (zenetörténet) valamint Szőnyi Erzsébet (szolfézs). Tagja volt a főiskola Párkai István által vezetett kamarakórusának és az Ugrin Gábor által irányított Ifjú Zenebarátok Központi Kórusának. Hamarosan a Zalka Máté Katonai Műszaki Főiskola férfikarának másodkarnagya lett, nyaranta a Tahi Református Egyházzenei Hét korrepetitoraként dolgozott.
1977-től a budapesti Veres Pálné Gimnázium óraadó tanára, 1979-től 1989-ig kinevezett tanára volt. Kórusával az „Éneklő Ifjúság”-on tízszer szereztek „arany” minősítést és ötször tüntették őket az „Év Kórusa” címmel. 1985-ben miniszteri dicséretben részesült. 1974 és 1981 között a Zalka Máté Katonai Műszaki Főiskola férfikarának vezetője, 1986 és 1993 között a Ganz-Mávag „Acélhang” férfikarát és a „Libertas” egyházi kamarakórust irányította. A Magyar Kodály Társaság tagjai közé választotta. 1984 januárjától 1989 tavaszáig az Országos Pedagógiai Intézet munkatársa volt részidőben, mellette 1984 és 1988 között a Magyar Kodály Társaság elnökségi tagja. 1990 szeptemberétől a Baár-Madas Református Gimnáziumban tanított és volt az ottani igazgatótanács tagja. 1993-ban a soproni Széchenyi István Gimnázium munkatársa lett, itteni kórusával is két tanévben is elnyerte az „arany” minősítést, majd 1995-ben az „Év Kórusa” címet. 1995-től a Baár-Madas Református Gimnázium igazgatója volt. 2001-ben Budapesten Psalterium Hungaricum néven vegyeskart alapított. 2004 nyarán a brémai III. Kórus-olimpián két kategóriában is aranyérmet nyertek. 2005 szeptemberétől a Nyíregyházi Egyetem ének-zene tanszékén tanít.

## Társadalmi tevékenysége
1991-től elnökségi tagja a Magyar Kórusok és Zenekarok Szövetségének, 1995-től az intézmény alelnöke, majd 2003-tól mint az elnökség és a művészeti bizottság tagja tevékenykedik. A Pro Renovanda Cultura Hungariae „Kodály Zoltán emlékére” szakalapítványa kuratóriumának munkájában is részt vesz.

## Családja
Szülei Arany Sándor könyvelő és Latinovits Judit könyvtáros. Nős, felesége Ördög Mária zenetanár és karvezető, a Nyíregyházi Főiskola tanára.